# Jerzy Kałucki
Jerzy Kałucki (ur. 9 lipca 1931 we Lwowie, zm. 3 maja 2022 w Krakowie) – malarz, scenograf.

## Życiorys
W latach 1951–1957 studiował na ASP w Krakowie, gdzie uzyskał dyplom pod kierunkiem Andrzeja Stopki na Wydziale Scenografii. Od 1957 do 1981 roku pracował jako scenograf telewizyjny i teatralny. W latach 1981–2003 prowadził pracownię malarstwa na ASP w Poznaniu. W roku 2005 otrzymał Nagrodę im. Jana Cybisa.
Jego prace znajdują się w zbiorach  Muzeum Narodowego w Krakowie i Muzeum Sztuki Współczesnej MOCAK w Krakowie.

## Wybrane wystawy indywidualne
- 1970 : Odcinek łuku o promieniu r = 1970 cm, Galeria Krzysztofory, Kraków[3]
- 2006 : Jerzy Kałucki - malarstwo, Galeria Domu Artysty Plastyka, Warszawa[6]
- 2007 : Kategorie przestrzeni II – w polu nieustannie ponawianych zagadnień, BWA, Katowice[7]
- 2008 : Peryskop, Galeria Zderzak, Kraków[8]
- 2010 : Jerzy Kałucki -nowe obrazy, Galeria Zderzak, Kraków[3]

- 2013 : Przebiegi, Galeria Starmach, Kraków[3]